# لا تواليت
لا تواليت هي لوحة زيتية للرسام الفرنسي فريديريك بازيل رسمها قبل أشهر من مقتله في الحرب الفرنسية البروسية.
مثل العديد من اللوحات الأكاديمية الاستشراقية من القرن التاسع عشر، تكرر هذه اللوحة أنماطًا وديكورات من بلدان في الشرق. تضفي الألوان الغنية والأنماط المزخرفة للأقمشة والسجاد على اللوحة جواً من الفخامة والرفاهية.